# Форест (округ, Пенсільванія)
Шаблон:StateAbbr_ 41°31′ пн. ш. 79°14′ зх. д. / 41.52° пн. ш. 79.24° зх. д.
Округ  Форест (англ. Forest County) — округ (графство) у штаті  Пенсільванія, США. Ідентифікатор округу 42053.

## Історія
Округ утворений 1857 року.

## Демографія
За даними перепису 
2000 року 
загальне населення округу становило 4946 осіб, усе сільське.
Серед мешканців округу чоловіків було 2604, а жінок — 2342. В окрузі було 2000 домогосподарств, 1328 родин, які мешкали в 8701 будинках.
Середній розмір родини становив 2,81.
Віковий розподіл населення поданий у таблиці:
| Стать    | До 15 років | 15-21 | 22-29 | 30-39 | 40-49 | 50-65 | 65-85 | Понад 85 |
| -------- | ----------- | ----- | ----- | ----- | ----- | ----- | ----- | -------- |
| Чоловіки | 387         | 429   | 129   | 307   | 362   | 523   | 439   | 28       |
| Жінки    | 354         | 167   | 139   | 278   | 331   | 555   | 463   | 55       |

## Суміжні округи
- Воррен — північ
- Маккін — північний схід
- Елк — схід
- Джефферсон — південь
- Клеріон — південь
- Венанго — захід

## Виноски
1. ↑  U.S. Decennial Census. United States Census Bureau. Архів оригіналу за 26 квітня 2015. Процитовано 7 березня 2015.
2. ↑  Historical Census Browser. University of Virginia Library. Архів оригіналу за 11 серпня 2012. Процитовано 7 березня 2015.
3. ↑  Forstall, Richard L., ред. (24 березня 1995). Population of Counties by Decennial Census: 1900 to 1990. United States Census Bureau. Архів оригіналу за 20 березня 2015. Процитовано 7 березня 2015.
4. ↑  Census 2000 PHC-T-4. Ranking Tables for Counties: 1990 and 2000 (PDF). United States Census Bureau. 2 квітня 2001. Архів (PDF) оригіналу за 18 грудня 2014. Процитовано 7 березня 2015.
5. ↑  State & County QuickFacts. United States Census Bureau. Архів оригіналу за 6 червня 2011. Процитовано 17 листопада 2013. [Архівовано 2011-06-06 у Wayback Machine.](англ.) Наведено за англійською вікіпедією.
6. ↑  American FactFinder. Бюро перепису населення США. Архів оригіналу за 26 лютого 2012. Процитовано 31 січня 2008. [Архівовано 2008-05-21 у Wayback Machine.]

| США | Це незавершена стаття з географії США. Ви можете допомогти проєкту, виправивши або дописавши її. |